# Kin-ball en France

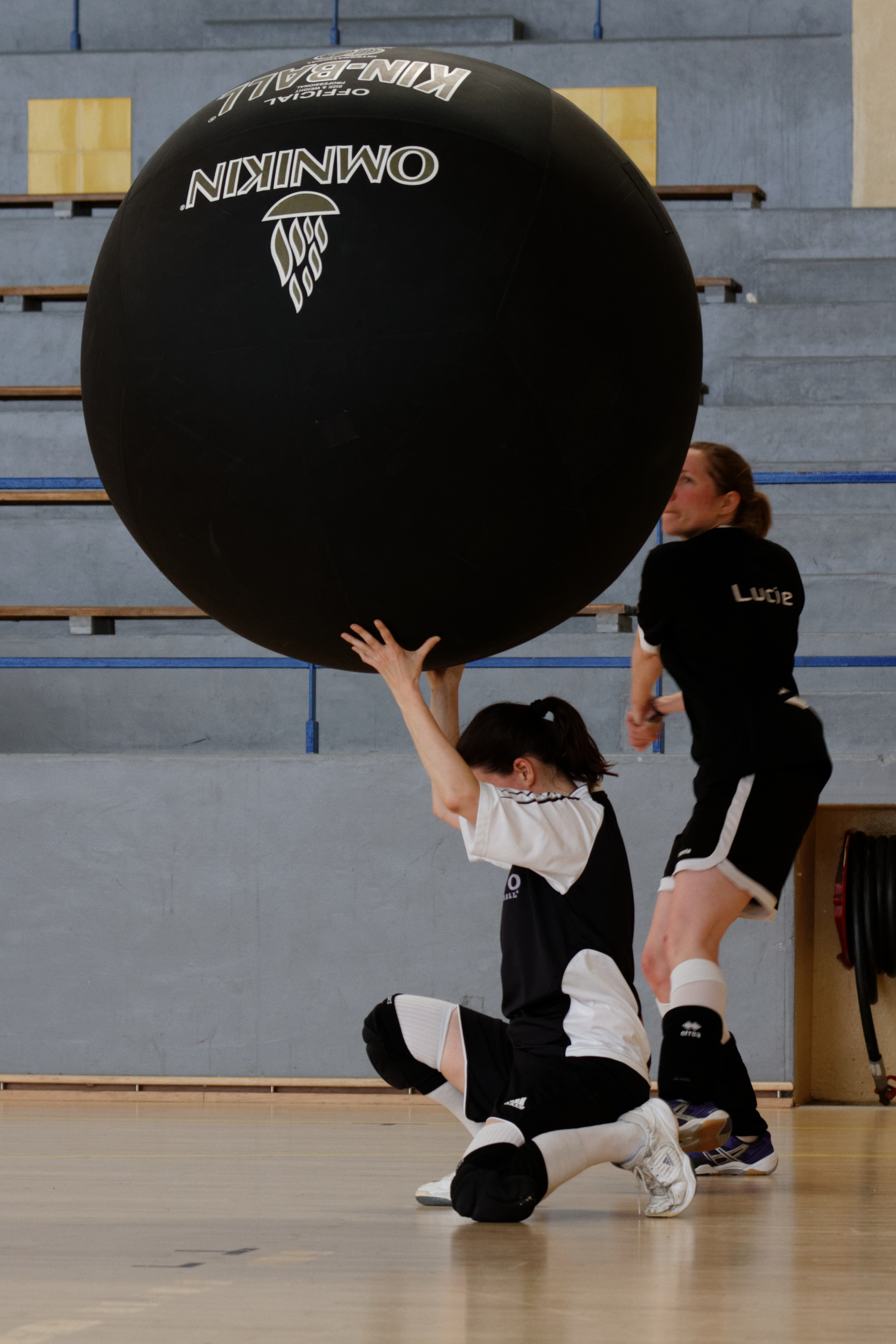
Joueuse du SCO Kin-ball Angers à l'échauffement.

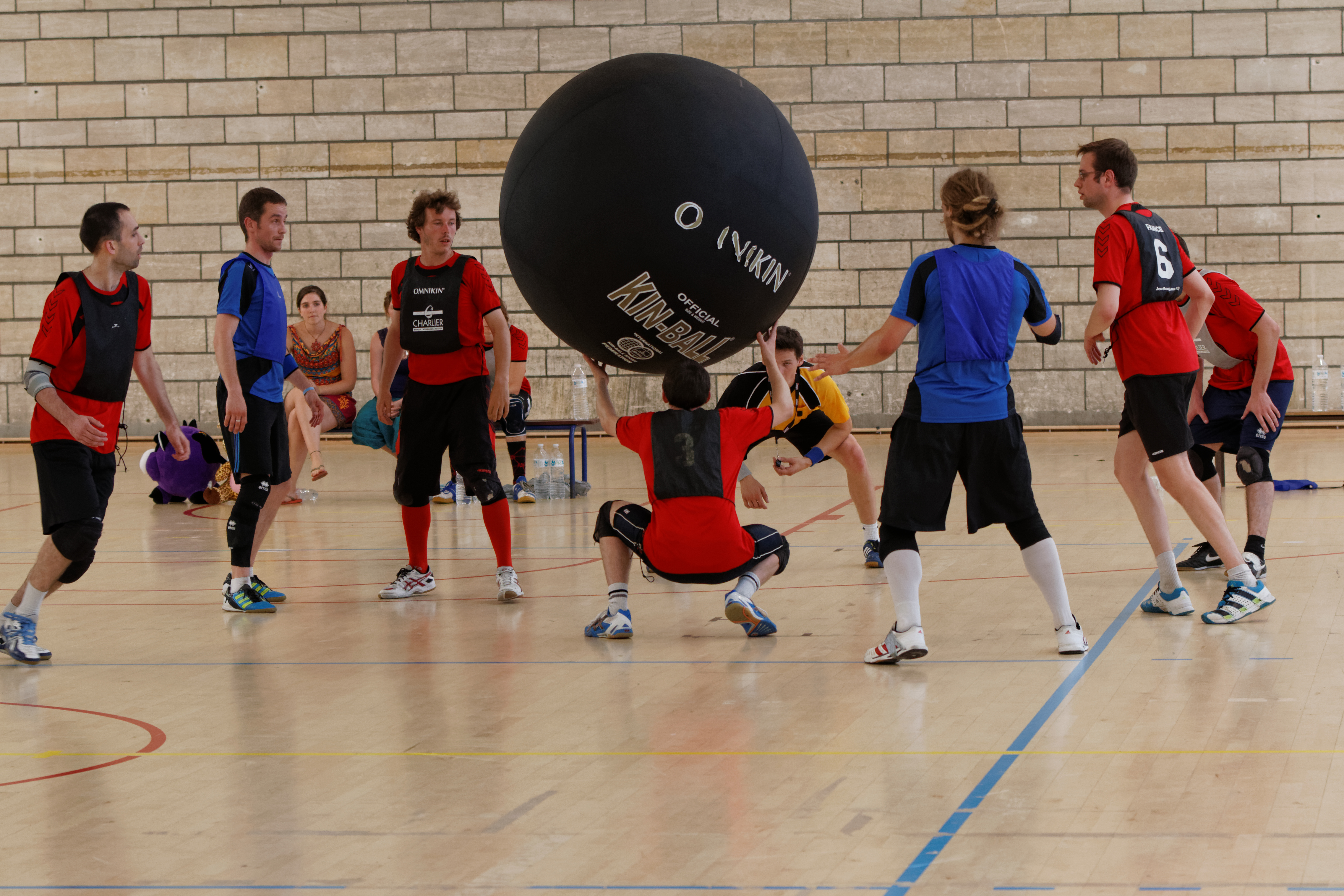
Ponts-de-Cé 1 (bleu), Rennes 1 (gris) et Rennes 2 (noir).

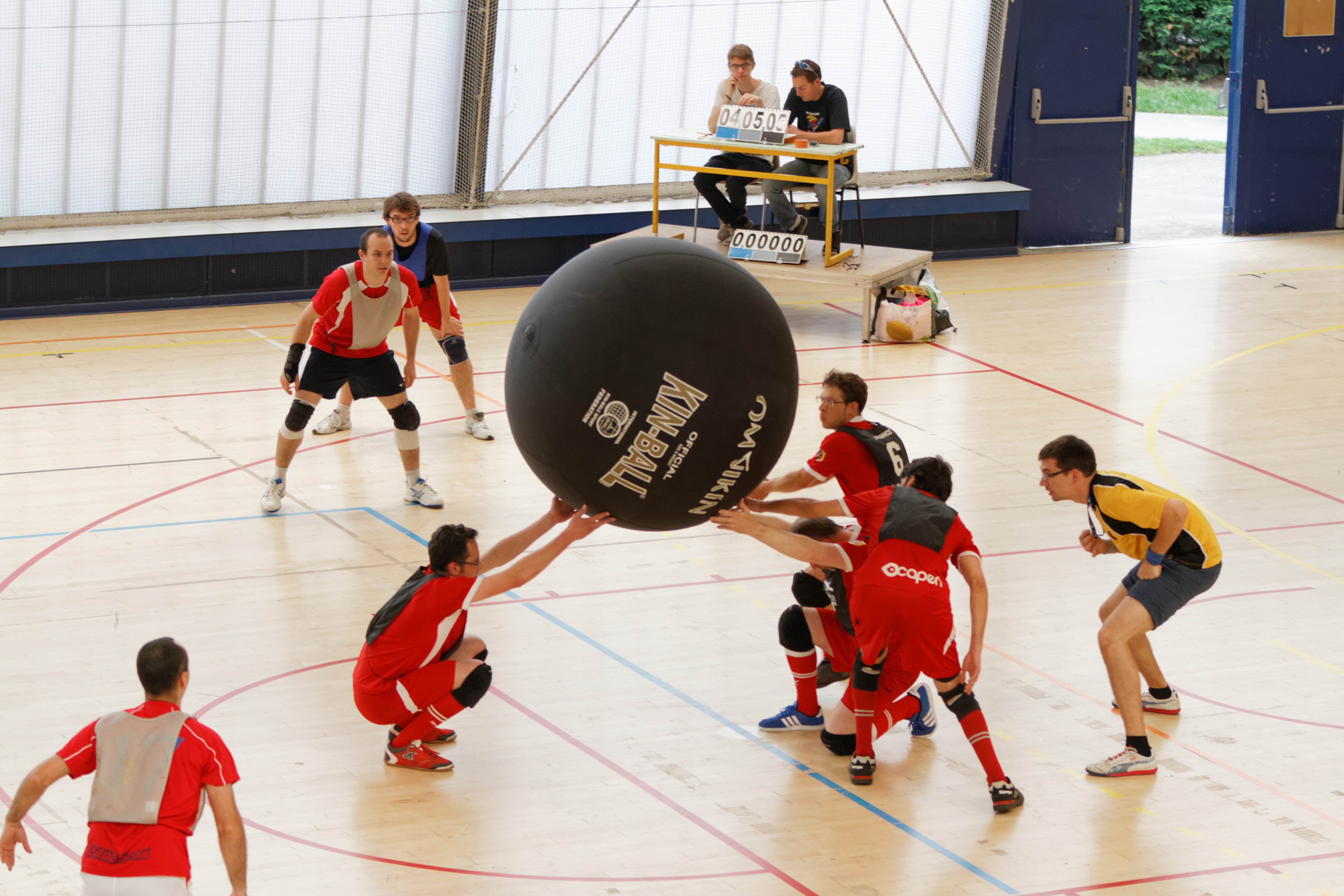
Messimy (bleu), Paris XIII (gris) et Le Mans 2 (noir).

Le kin-ball a été introduit en France en 2001. Il est pratiqué par les adultes et des jeunes dans des clubs ou en milieu scolaire (école, collège, lycée, centre aéré, CIL...). Au niveau jeune, il n'y a pas de chiffre exact sur la pratique de ce sport mais la fédération française de kin-ball revendique 300 licenciés. N'étant pas rattachée à une fédération reconnue par le Ministère de la jeunesse et du sport, il n'y a pas de suivi de la pratique en milieu scolaire. Le kin-ball est très pratiqué, par exemple, dans les écoles des Côtes-d'Armor, en Ille-et-Vilaine, en Maine-et-Loire et en Île-de-France où un championnat est organisé (dans les Hauts-de-Seine). Les professeurs d'éducation sportive commencent à s'intéresser à ce sport comme à l'IEN de Nyons où une étude a été faite sur le sujet.

## Organisation
Le kin-ball en club est géré en France par la Fédération française de kin-ball fondée le 1er septembre 2004. Elle regroupe environ 400 licenciés pour 16 clubs en 2012 (100 licenciés en 2007 pour quatre clubs). C'est la fédération qui organise le championnat de France. Elle est aussi chargée de composer des équipes pour les compétitions internationales.

## Clubs
Participants aux championnats de France
- Kin-ball Association Rennes
- SCO Kin-ball Angers
- Grosse boule quintinaise (anciennement Junior Association de Quintin)
- Les Ponts de Cé Kin-ball (anciennement Avenir A Kin-ball)
- Nantes Atlantique Kin-ball Club
- Sport Kin-ball Association briochine Saint Brieuc
- Couhé
- Vannes
- Campbon Loire et sillon Olympique Kin-Ball Club (CLOKC)
- Kin-ball Club Villeneuvois à Villeneuve-d'Ascq
- Kin-Ball Club Maubeuge Val-de-Sambre (KCMVS)
- Le Mans Union Kin-Ball (MUK72)
- Berric (Questembert)
- Paris 13e
- Noisy-le-Grand
- ESM Kin-ball à Messimy

Autres clubs 
- Grosse boule quintinaise (anciennement Junior Association de Quintin)
- Association Kin-ball Armor - Montcontour
- Saint-Brieuc, section junior : partenariat SKA-B / la MJC du Plateau de Saint-Brieuc
- Association Kin-ball landeronnais (AKBL) à Landeronde
- Entente sportive Bonchamp-lès-Laval
- Montpellier Kin-ball
- Kin-ball montalbanais (KBM) à Montauban
- Salon Kin-ball Star (SKBS) à Salon-de-Provence
- Plourin-Lés-Morlaix
- Toulouse Kin-ball Club (TKC) à Toulouse
- Association sportive béarnaise de Kin-ball (ASBEK) à Billère

Clubs Universitaires
- Normandie kin-ball (NKB)
- Kin INP (Institut National Polytechnique) à Toulouse (ce club n'est plus en activité depuis 2017)

## Championnat de France masculin
Podium
| Année     | Champion             | Second                     | Troisième                    |
| 2014/2015 | Rennes 1             | Nantes 1                   | Rennes 2                     |
| 2013/2014 | Rennes 1             | Angers 1                   | Nantes 1                     |
| 2012/2013 | Rennes 1             | Les Ponts de Cé Kin-ball 1 | Nantes 1                     |
| 2011/2012 | Rennes 1             | Les Ponts de Cé Kin-ball 1 | Angers 1                     |
| 2010/2011 | Rennes VB (Rennes 1) | Angers 1                   | Les Ponts de Cé Kin-ball 1   |
| 2009/2010 | Quintin 1            | Angers 3                   | Rennes Volga (Rennes 1)      |
| 2008/2009 | Angers 1             | Angers 2                   | Angers 3                     |
| 2007/2008 | Angers 2             | Angers 1                   | Kin-Ball 2 Rennes (Rennes 2) |
| 2006/2007 | Angers 1             | Rennes 1                   | Angers 2                     |

En 2005/2006, quelques matchs ont été organisés pour préparer l'organisation du 1er Championnat de France masculin de kin-ball l'année suivante. 
Classement : 1er Angers 1, 2e Rennes 1  et 3e Angers 2

## Championnat de France féminin
Podium
| Année     | Champion | Second   | Troisième |
| 2014/2015 | Nantes 1 | Rennes 1 | Angers 1  |
| 2013/2014 | Nantes 1 | Rennes 2 | Rennes 1  |
| 2012/2013 | Nantes 1 | Rennes 1 | Angers 1  |
| 2011/2012 | Nantes 1 | Quintin  | Rennes 1  |
| 2010/2011 | Angers 1 | Angers 2 | Rennes 1  |
| 2009/2010 | Angers 2 | Rennes 1 | Angers 1  |
| 2008/2009 | Angers 1 | Rennes 1 | Angers 2  |
| 2007/2008 | Angers 1 | Angers 2 | Rennes 1  |
| 2006/2007 | Angers 1 | Angers 2 | Rennes 2  |

En 2005/2006, quelques matchs ont été organisés pour préparer l'organisation du 1er Championnat de France masculin de kin-ball l'année suivante. 
Classement : 1er Angers 1, 2e Rennes 1  et 3e Rennes 2

## Équipe de France
- Résultat en Coupe du monde de kin-ball

Chez les hommes : quatre médailles de bronze
|  |  |  |  |
|  |  |  |  |
|  |  |  |  |

Chez les femmes : trois médailles de bronze et une médaille d'argent
| Année | Ville                | Classement         |
| ----- | -------------------- | ------------------ |
| 2013  | Verviers - Pepinster | -                  |
| 2011  | Nantes               | -                  |
| 2009  | Trois-Rivières       | Médaille d'argent  |
| 2007  | Bilbao               | Médaille de bronze |
| 2005  | Ans                  | Médaille de bronze |
| 2002  | Québec               | Médaille de bronze |
| 2001  | Québec               | -                  |

- Résultat en Championnats d'Europe de kin-ball

Chez les hommes : une médaille d'or, deux médailles d'argent et trois médailles de bronze (en 2003 la France était représenté par deux équipes : Pays de la Loire et Pays breton)
| Année | Ville             | Classement                             |
| ----- | ----------------- | -------------------------------------- |
| 2014  | Hradec Králové    | Médaille d'argent                      |
| 2012  | Neuchâtel         | Médaille de bronze                     |
| 2010  | Villeneuve-d'Ascq | Médaille d'or                          |
| 2008  | Saarlouis         | Médaille de bronze                     |
| 2003  | Angers            | Médaille d'argent · Médaille de bronze |

Chez les femmes : deux médailles d'or, deux médailles d'argent et deux médailles de bronze (en 2003 la France était représenté par deux équipes : Pays de la Loire et Pays breton)
| Année | Ville             | Classement                             |
| ----- | ----------------- | -------------------------------------- |
| 2014  | Hradec Králové    | Médaille de bronze                     |
| 2012  | Neuchâtel         | Médaille d'or                          |
| 2010  | Villeneuve-d'Ascq | Médaille d'argent                      |
| 2008  | Saarlouis         | Médaille d'or                          |
| 2003  | Angers            | Médaille d'argent · Médaille de bronze |